# Adolf Primmer
Adolf Primmer (* 23. Februar 1931 in Krems an der Donau; † 9. Juli 2011 in Langenlois) war ein österreichischer Altphilologe.
Adolf Primmer arbeitete nach der Promotion (1955) beim Thesaurus Linguae Latinae in München. 1962 ging er als Dozent an die Universität Wien; sein Nachfolger als österreichischer Mitarbeiter am Thesaurus wurde Franz Quadlbauer. Primmer habilitierte sich in Wien 1966, wurde 1968 zum außerordentlichen und 1973 zum ordentlichen Professor für Klassische Philologie ernannt. Die Österreichische Akademie der Wissenschaften wählte ihn 1982 zum korrespondierenden, 1985 zum wirklichen Mitglied der philosophisch-historischen Klasse.
Primmers Forschung umfasste Teile der lateinischen Prosa der Antike und deren Beziehung zur griechischen Literatur. Besonders bedeutend sind seine Studien zu den Reden Ciceros und zur Sprache und Überlieferungsgeschichte des Augustinus. Als Herausgeber war er seit 1975 für die Wiener Studien und seit 1991 für das Corpus scriptorum ecclesiasticorum latinorum sowie die Specimina eines Lexicon Augustinianum (SLA) tätig. Zu seinem 70. Geburtstag erschien eine Festschrift zu seinen Ehren mit dem Titel Συμφιλολογεῖν.